# Neottiura uncinata
Neottiura uncinata är en spindelart som först beskrevs av Lucas 1846.  Neottiura uncinata ingår i släktet Neottiura och familjen klotspindlar. Inga underarter finns listade i Catalogue of Life.